# Dioné (mère d'Aphrodite)
Pour les articles homonymes, voir Dioné.
Dans la mythologie grecque, Dioné (en grec ancien : Διώνη / Diṓnē) est une déesse archaïque considérée comme la mère d'Aphrodite dans certaines traditions anciennes. Parèdre de Zeus (son nom est la version féminine de « Zeus » en grec), elle faisait l'objet d'un culte important dans le sanctuaire oraculaire de Dodone.

## Nom
Dioné (en grec ancien Διώνη / Diṓnē, du grec archaïque *Διϝωνᾱ / Diwōnā) est essentiellement le féminin de la forme génitive du grec Ζεύς / Zeús, c'est-à-dire Διός / Diós (de Διϝός / Diwós plus tôt), signifiant « de Zeus ». D'autres déesses ont été appelées par ce nom.
Étant présentée comme une fille de Dioné dans certaines traditions, Aphrodite était parfois appelée « Dionaea » (Διωναίη / Diōnaíē) voire tout simplement « Dioné ».
À la suite du déchiffrement du Linéaire B par Ventris et Chadwick dans les années 1950, une déesse nommée Di-u-ja a été trouvée dans les tablettes. Elle a été considérée comme un homologue féminin de Zeus et identifiée à Dioné par certains érudits.

## Famille

### Ascendance
Selon la version la plus commune, ses parents sont les titans Océan et Téthys. Elle est l'une de leur multiples filles, les Océanides, généralement au nombre de trois mille, et a pour frères les dieux-fleuves, eux aussi au nombre de trois mille. Ouranos (le Ciel) et Gaïa (la Terre) sont ses grands-parents tant paternels que maternels.
Dioné est plus rarement donnée comme la fille de Gaïa et d'Uranus ou la fille de Gaïa et Éther.

### Descendance
Dioné est décrite dans certaines traditions archaïques comme l'épouse de Zeus et la mère d'Aphrodite avant que les mythes ne donnent à Aphrodite une tout autre ascendance et que Zeus ne soit associé à Héra.
Bacchus (forme romaine de Dionysos) est aussi tardivement et plus rarement donné comme un fils de Dioné.

## Mythes
Les mythes concernant Dione ne sont pas cohérents entre les sources existantes.

### Chez Homère
Dioné apparaît dans le chant V de l’Iliade : 

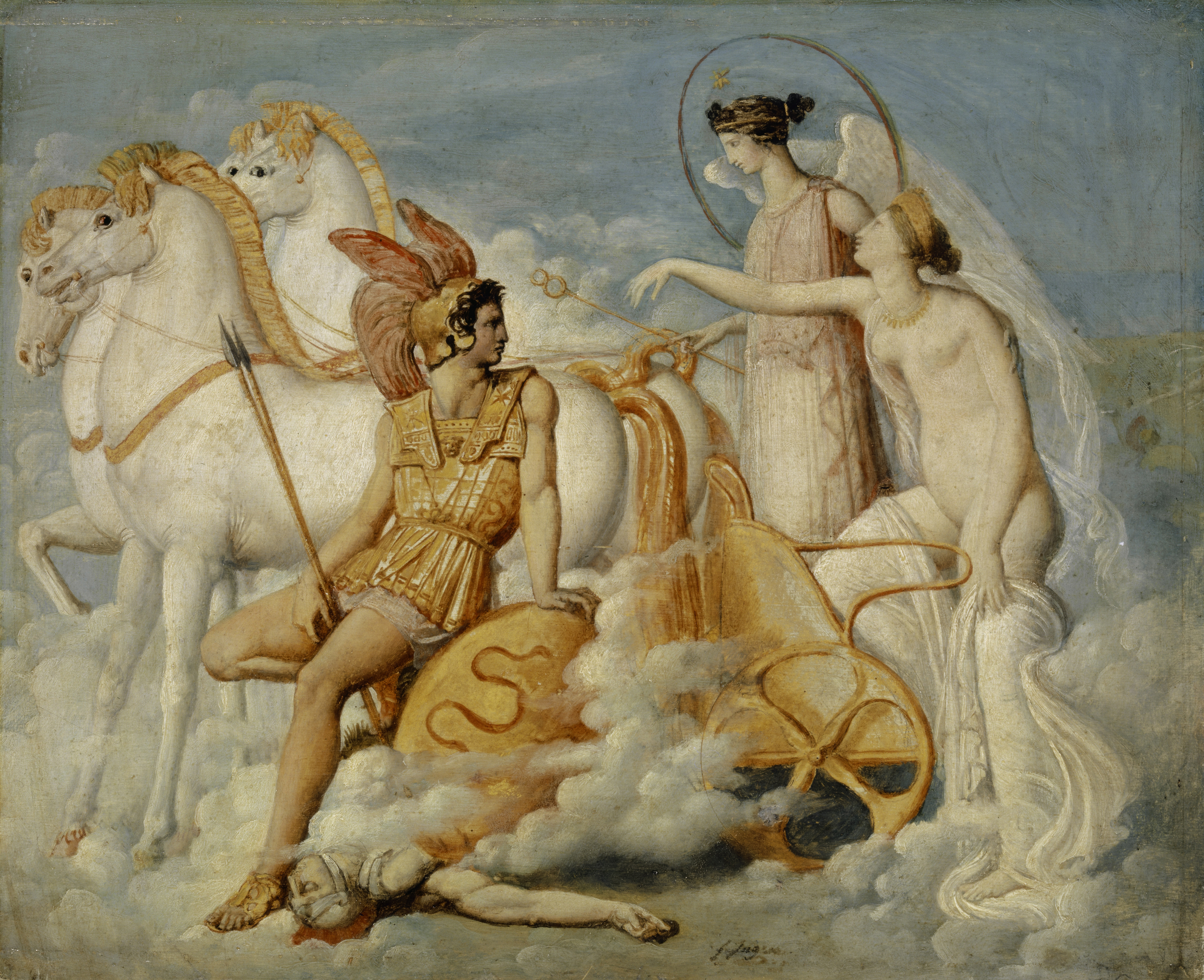
Vénus, blessée par Diomède, remonte à l'Olympe
Ingres, vers 1803, Kunstmuseum (Bâle).

Au cours de la dernière année de la guerre de Troie, Aphrodite tente de sauver son fils Enée du héros grec déchaîné Diomède comme elle avait précédemment sauvé son favori Paris lors de son duel avec Ménélas dans le livre III. Enragé, Diomède la poursuit et enfonce sa lance dans sa main entre le poignet et la paume. Escortée par Iris, Aphrodite emprunte les chevaux d'Arès et remonte à l'Olympe pour se réfugier auprès de sa mère et être soignée par celle-ci. Dioné la console en évoquant, en la soignant, les autres dieux ayant, en diverses circonstances, été blessés par des mortels - Arès lié par les Aloades et Héra et Hadès blessés par Héraclès - et note que Diomède risque sa vie en combattant les dieux.
Dione guérit alors ses blessures et Zeus, tout en lui recommandant de quitter le champ de bataille, appelle alors Aphrodite sa fille.

### Chez Hésiode
Dioné n'est pas mentionné dans le traitement des Titans par Hésiode, bien que son nom apparaisse dans sa Théogonie parmi sa liste d'Océanides. Dans la version d'Hésiode, Aphrodite est née de l'écume créée par la castration des organes génitaux d'Ouranos par son fils Cronos qui les jeta dans la mer.

### Chez Apollodore

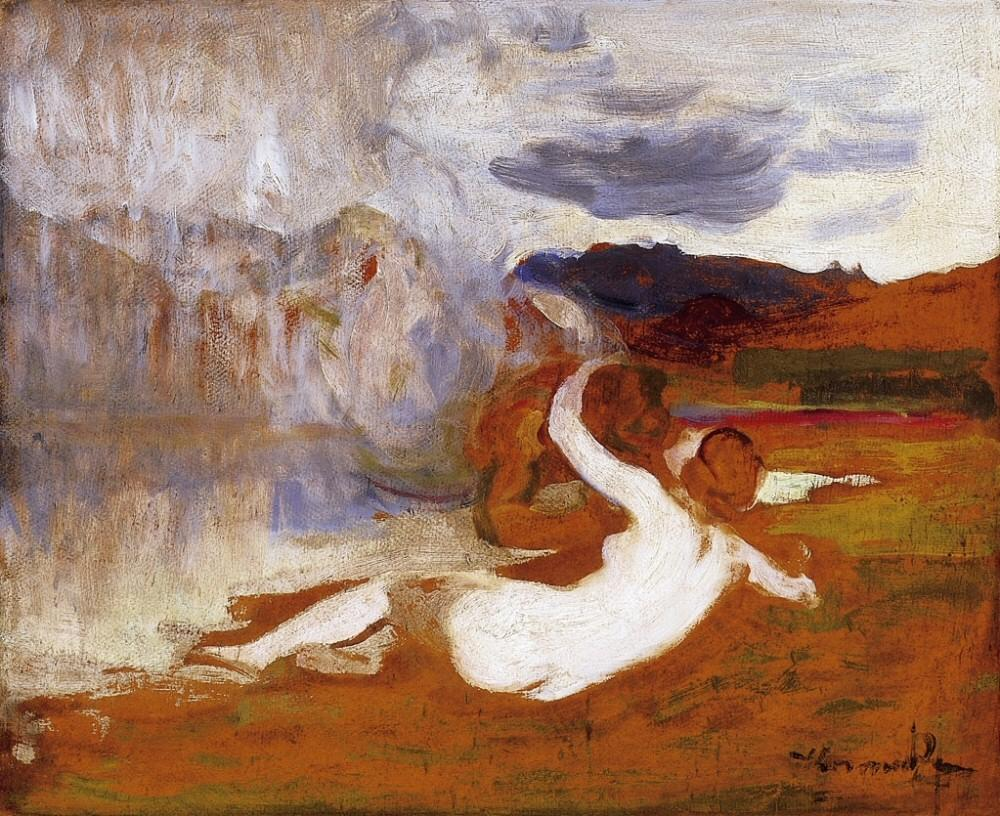
Jupiter et Dioné par János Thorma.

La Bibliothèque d'Apollodore inclut Dioné parmi les Titans et fait d'elle la fille de Gaïa et d'Uranus Il fait d'elle la mère d'Aphrodite par Zeus mais décrit clairement Dioné comme l'une des partenaires adultères du dieu et non son épouse.

### Chez Hygin
La Généalogie ou Préface des Fables de Gaius Julius Hyginus (dit Hygin), énumère Dioné parmi les enfants de Gaia et d'Éther.

### Chez Hésychios
Le grammairien du Ve siècle Hésychios d'Alexandrie a décrit Dioné comme la mère de Bacchus dans son entrée de son Lexique. Cette affiliation est soutenue séparément par l'une des scolies de Pindare.

## Fonctions
Originellement parèdre de Zeus, Dioné est considéré par Robert Graves comme une importante puissance agraire et une déesse du Chêne dans les mythes archaïques.
A contrario, la recherche moderne souligne le fait que Dioné est une déesse mineure. Son caractère marginal fait que sa nature se réduit à sa fonction d'épouse. Dioné ne représente probablement que la « puissance » du dieu de manière comparable à plusieurs couples dans le panthéon indo-européen dont l'épouse divine ne possède aucune individualité.
Plus tard, une fois Zeus associé à Héra et l'origine d'Aphrodite changée dans les mythes, les auteurs grecs en ont fait une déesse ou une Hyade assumant diverses fonctions très variables mais souvent secondaires (voir notamment Dioné l'Hyade, qui semble avoir été une hypostase tardive). Dioné semble même parfois être un synonyme pour Aphrodite.

## Temples et culte

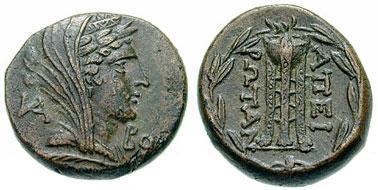
Dioné sur une monnaie d’Épire.

Au Ier siècle av. J.-C., Dioné était vénérée comme une épouse de Zeus dans les temples de ce dernier.

### À Lépréon
À l'époque de Strabon, Dioné était vénérée dans un bosquet sacré près de Lépréon sur la côte ouest du Péloponnèse.

### À Dodone

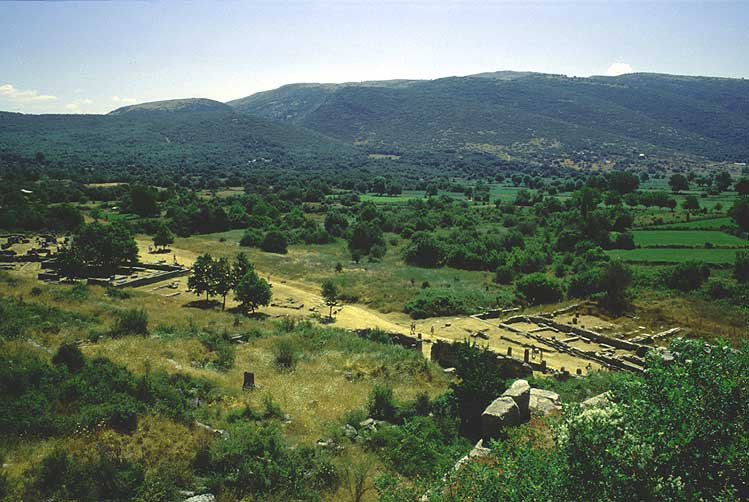
Sanctuaire de Dodone vu du théâtre.

Le culte de Dioné était particulièrement important auprès de l'oracle de Zeus à Dodone (peut-être comme l'épouse consort indo-européenne originale de Zeus).
Hérodote a appelé cet oracle le plus ancien de Grèce et a enregistré deux récits liés de sa fondation : 
- Dans le premier, il explique que les prêtres de Thèbes en Égypte lui ont dit que deux prêtresses avaient été emmenées par des pirates phéniciens, l'une en Libye et l'autre à Dodone et y continuèrent leurs rites antérieurs.
- Dans le deuxième, il donne le récit que lui ont donné les prêtresses de Dodone qui lui affirmèrent que deux colombes noires[18] s'étaient envolées vers la Libye et Dodone et y commandèrent la création d'oracles de Zeus[19].

Homère et Hérodote font tous deux de Zeus la divinité principale du site, mais certains érudits proposent que Dodone servait peut-être à l'origine de centre de culte à une déesse de la terre ou déesse-mère.

### À Pergame

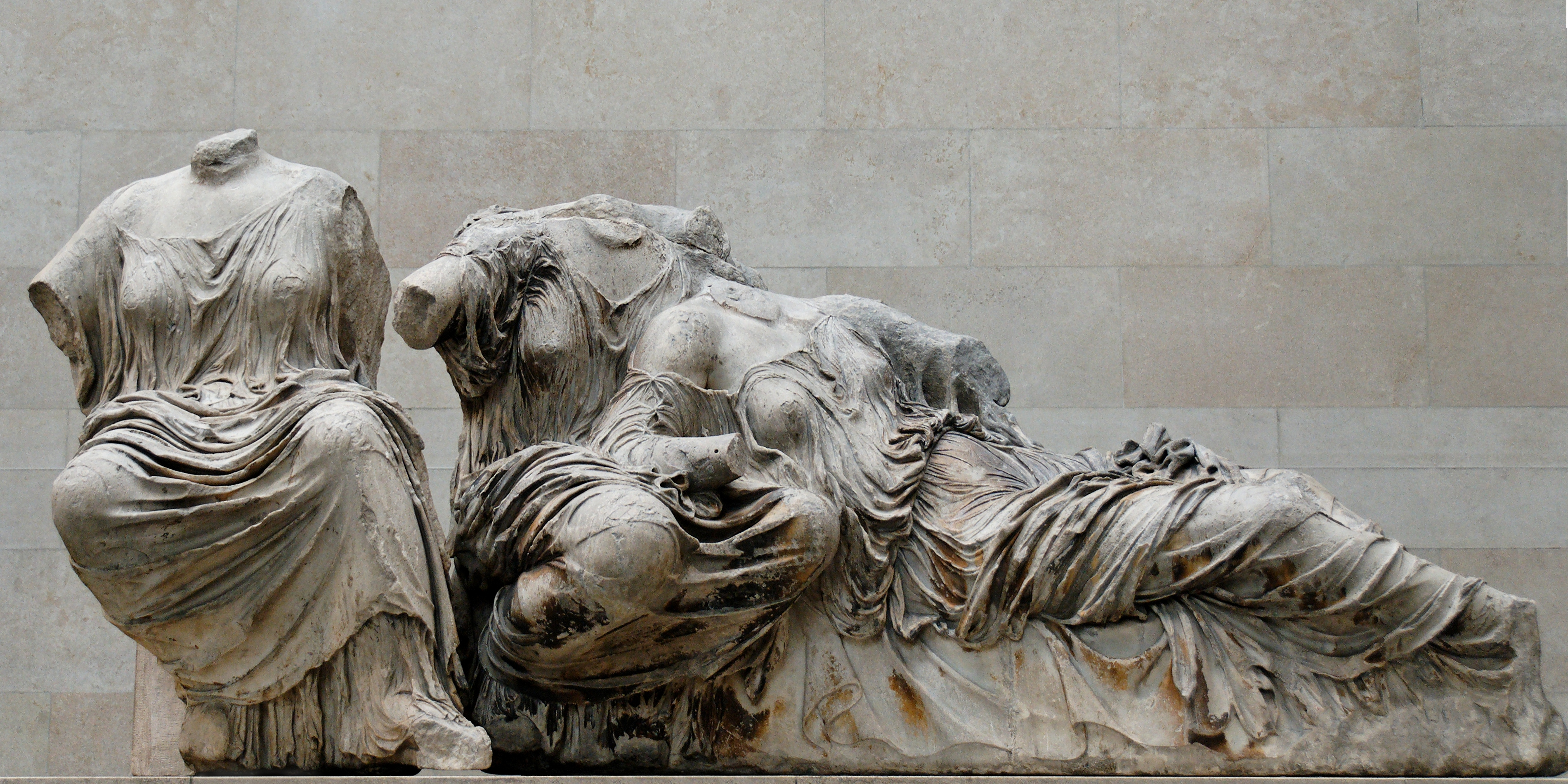
Hestia, Dioné et Aphrodite. Figures K, L et M du fronton Est du Parthénon, vers 447-433 av. J.-C. British Museum.

Dans la frise sculpturale du IIe siècle av. J.-C. du Grand Autel de Pergame, la figure de Dioné est inscrite dans la corniche directement au-dessus de son nom et se situe dans le tiers oriental de la frise nord, parmi la famille olympienne d'Aphrodite. Ce placement — faisant d'elle la progéniture de Gaïa et d'Uranus — est homérique et contredit la théorie avancée par Erika Simon selon laquelle l'organisation de l'autel était hésiodique.
La présence possible de Dioné dans le fronton est du Parthénon la placerait également parmi les enfants de Gaïa et d'Ouranos.

### Sources
- Pseudo-Apollodore, Bibliothèque [détail des éditions] [lire en ligne] (I, 2 & 13).
- Hésiode, Théogonie [détail des éditions] [lire en ligne] (v. 5, 53).
- Homère, Iliade [détail des éditions] [lire en ligne] (V, 370).
- Hygin, Fables [détail des éditions] [(la) lire en ligne] (Préface).